# A Saga Continua
A Saga Continua é o quinto álbum de estúdio da banda Detonautas Roque Clube, gravado no Estúdio Mobília Space do baterista Fábio Brasil, o CD duplo tem 16 faixas inéditas e conta com os single "Um Cara de Sorte", Acredite No Seu Coração e Quem é Você? e contém também uma versão da música "Hello Hello" do cantor e compositor carioca Claudio Paradise e Sempre Brilhará do cantor e guitarrisa Celso Blues Boy. O disco foi editado pela gravadora Coqueiro Verde Records.

## Faixas
| Parte I        |                    |                  |         |  |
| N.º            | Título             | Letras           | Duração |  |
| 1.             | "Vamos Viver"      | Tico Santa Cruz  | 3:19    |  |
| 2.             | "Essa Noite"       | Tico Santa Cruz  | 3:46    |  |
| 3.             | "Hello Hello"      | Claudio Paradise | 3:33    |  |
| 4.             | "Quem É Você?"     | Tico Santa Cruz  | 4:20    |  |
| 5.             | "Sabemos Fingir"   | Tico Santa Cruz  | 3:31    |  |
| 6.             | "Um Cara De Sorte" | Tico Santa Cruz  | 4:04    |  |
| 7.             | "Sempre Brilhará"  | Celso Blues Boy  | 5:10    |  |
| 8.             | "Quem Vai Decidir" | Tico Santa Cruz  | 4:19    |  |
| 9.             | "É Problema Meu"   | Tico Santa Cruz  | 3:33    |  |
| Duração total: | Duração total:     | Duração total:   | 35:07   |  |

| Parte II       |                               |                                             |         |  |
| N.º            | Título                        | Letras                                      | Duração |  |
| 1.             | "Seja Forte Para Lutar"       | Tico Santa Cruz                             | 6:01    |  |
| 2.             | "4 Ever Alone"                | Tico Santa Cruz                             | 5:14    |  |
| 3.             | "Combate"                     | Tico Santa Cruz                             | 2:59    |  |
| 4.             | "O Alienista"                 | Tico Santa Cruz                             | 3:34    |  |
| 5.             | "Acredite No Seu Coração"     | Tico Santa Cruz                             | 3:09    |  |
| 6.             | "Sexo Tântrico"               | Tico Santa Cruz/Daltinho Medeiros           | 6:23    |  |
| 7.             | "Conversando com o Espelho"   | Tico Santa Cruz                             | 3:08    |  |
| 8.             | "Tudo vai Melhorar"           | Tico Santa Cruz                             | 2:56    |  |
| 9.             | "A Sua Alma Vai Vagar Por Aí" | Tico Santa Cruz/Cléston/Cone Crew Diretoria | 2:58    |  |
| Duração total: | Duração total:                | Duração total:                              | 33:07   |  |

## Ficha Técnica

### Detonautas Roque Clube
- Tico Santa Cruz  - Voz
- Renato Rocha - Guitarra, Violões de 6 e 12 cordas, Baixo, Piano, Teclados e Vocal de Apoio
- Fábio Brasil - Bateria
- Cléston - DJ e Percussão
- Phil - Guitarra e Vocal de apoio

### Músicos Adicionais
- Tchello - Baixo
- Macca - Baixo
- Iuri - Baixo e Guitarra em Hello Hello
- Cláudio Paradise - Backing Vocal em Hello Hello
- Felipe Lour - Guitarra Solo em Combate
- Jefferson Gonçalves - Gaita em Conversando com o espelho
- Cone Crew Diretoria - Rap em Sua Alma Vai Vagar Por aí
- Marina Valente - Violino em Essa Noite
- Maurício Barros - Teclados em Vamos Viver
- Régis Leal - Órgão Reggae em Quem Vai Decidir?

### Créditos
- Produção - Detonautas Roque Clube
- Mixagem - Lisciel Franco no Estúdio Mobília Space/RJ
- Masterização - Steve Corrao no Estúdio Sage Audio/Nashville e Ricardo Garcia no Estúdio Magic Master/RJ